# Супник

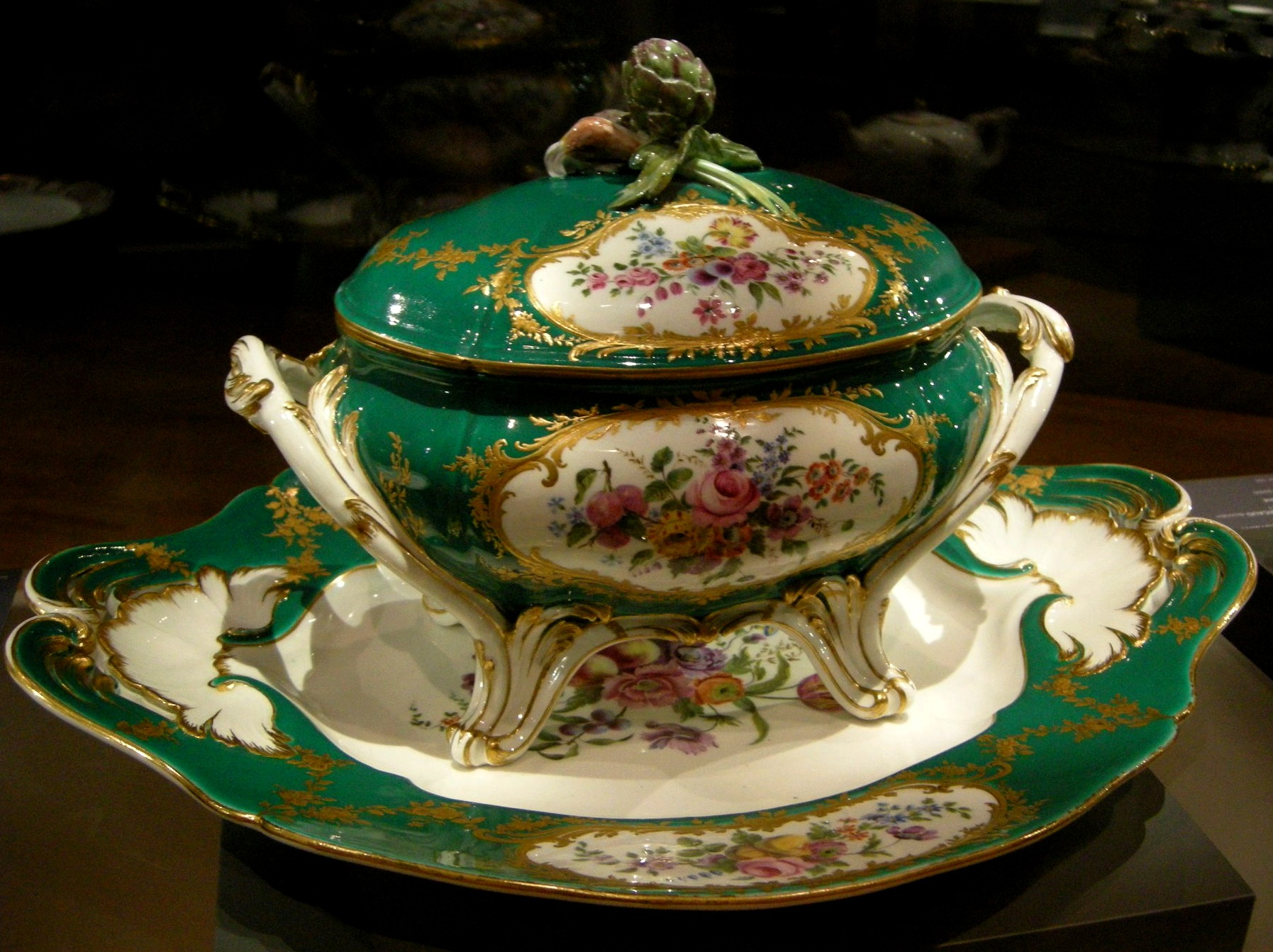
Севрский супник и поднос. Национальная галерея Виктории, Австралия

Су́пник, также су́пница — вид столовой посуды для подачи супа или бульона на стол. Похожий на супник предмет столовой посуды для сервировки бульона называется «бульонка».
Как правило, это широкая и глубокая ёмкость овальной формы с ручками, иногда — с ножками. Супник закрывается выпуклой крышкой с ручкой по центру. Супники могут иметь различную форму: круглую, треугольную, в виде животных, птиц, тыквы или артишока. Супники изготавливаются из фарфора, серебра или других материалов. Как правило, супник стоит на подставке, составляя вместе с ним единый ансамбль.
Супники появились во Франции в XVII—XVIII веках и свидетельствовали о материальном благополучии их владельцев. Старинные супники являются объектами коллекционирования.